# La Ciutadella (Castellciutat)
La Ciutadella de Castellciutat, és una fortificació, situada a migdia del poble que es troba al municipi de la Seu d'Urgell. La fortificació, a 777 m d'altitud, fou bastida a la primeria del segle xviii on abans s'havia trobat la Torre Blanca, una de les cinc torres del castell de Ciutat, en forma de dos migs baluards amb llurs costats flanquejats per una torre hexagonal. Des del turó s'albira tant el poble com tota la plana de la Seu.
La Ciutadella fou residència d'uns 800 homes del Regiment de Caçadors de Muntanya Arapiles 62, format per un batalló, tres companyies, plana major, companyia de fusells i unitat de destinacions. Es tancà el 1993 i cedit al municipi i tres anys més tard s'hi formà la seu de l'escola d'hostaleria.

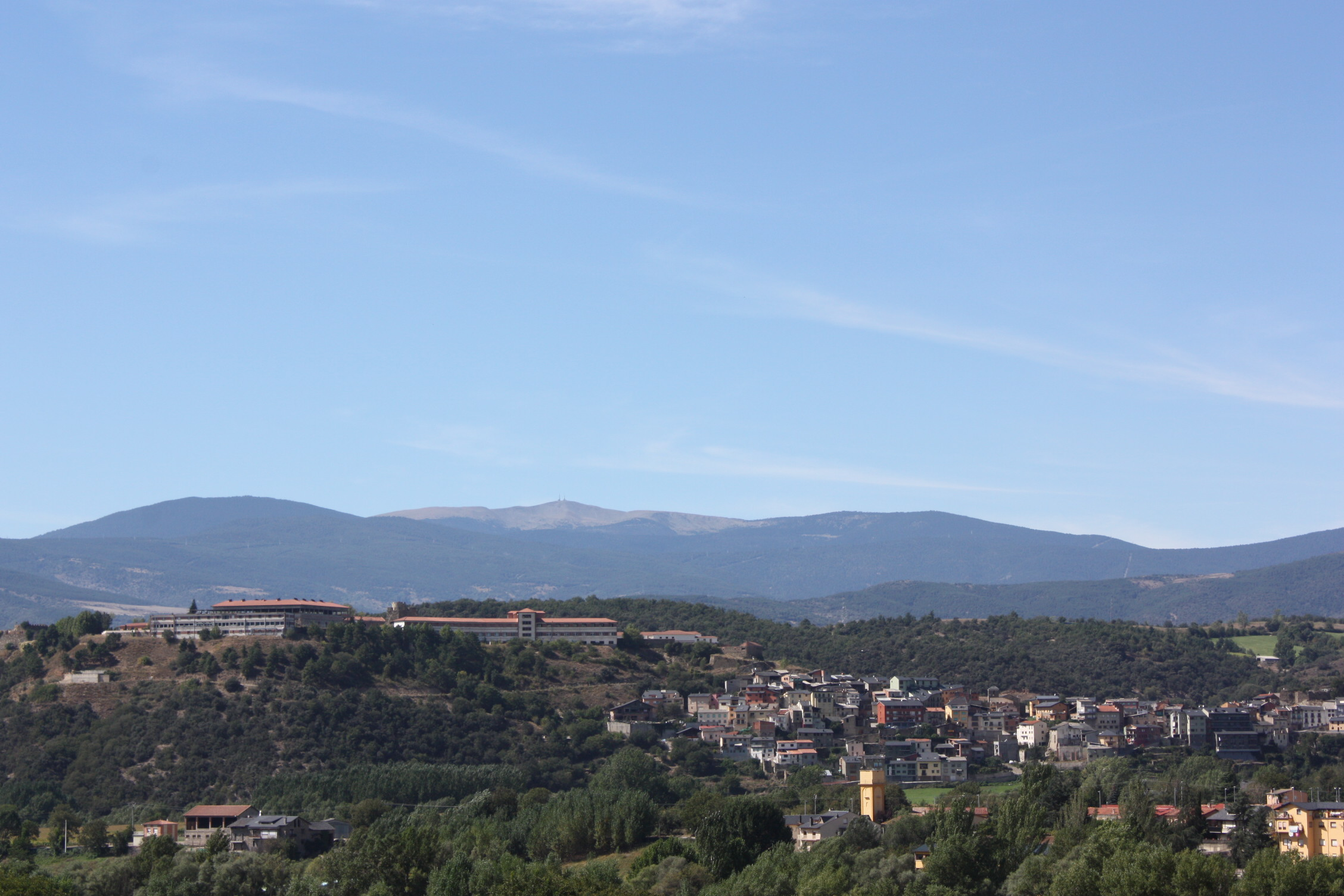
La Ciutadella i Castellciutat

En el Pla de Millora Urbana de Castellciutat es preveu la urbanització de l'antiga Ciutadella i el sostre residencial per a que tingui una relació correcta amb l'entorn històric.

## La fortalesa
La fortalesa de Castellciutat fou una fortificació de defensa de la vila de la Seu d'Urgell des de Castellciutat. Fou construïda sobre les restes de l'antic castell dels comtes d'Urgell a partir de 1692, fet pel qual va caldre traslladar el poble de Castellciutat al seu emplaçament actual. La fortalesa original integrava quatre baluards, mitges llunes avançades, casernes, magatzems i una capella.
Durant la Guerra de Successió fou un centre important de la resistència catalana on hi participà el general Josep Moragues, que en va ser el governador militar i la va haver de rendir el 1713 a les tropes borbòniques. També fou centre de resistència durant la Guerra Gran de 1794 i més tard, el 1822, fou atacat i assetjat de les forces napoleòniques i encara el 1875 quan les forces governamentals van atacar als carlins que s'havien emparat de la fortalesa. En l'actualitat les antigues estructures formen part d'un complex hoteler.

## La torre solsona
La Torre de Solsona és una torre de defensa aïllada que constitueix l'avançada de lo Castell de Ciutat, que fou construïda damunt d'un turó entre Castellciutat i la Seu d'Urgell i hi ha estat sempre íntimament lligada, igual com la Ciutadella o la Torre Blanca. El turó domina la totalitat de la Seu d'Urgell i totes tres fortaleses formaven un sistema defensiu de primer ordre, gràcies a la seva excepcional situació: en tres turons separats per uns 500 m cadascun dominant perfectament l'entrada al pla de la Seu per la vall del Segre i per la Valira. Va exercir un paper destacat en la defensa de la ciutat el 1714.

## La torre blanca
Igual com la torre de Solsona la torre Blanca fou una de les fortificacions del castell de Castellciutat, aquest però no existeix actualment.
Es tracta d'una torre d'artilleria envoltada per infanteria en forma poligonal que protegia el flanc de migdia. Posteriorment, l'any 1720, fou transformada i millorada per un dels millors enginyers militars borbònics, Alexandre de Retz. Al capdavant s'hi va construir un hornabec.
L'esdeveniment històric en que fou rellevant fou la Guerra del Francès i als setges de 1822 i 1875. Als anys cinquanta del segle xx, l'exèrcit espanyol va construir-hi una gran caserna moderna que va allotjar el Regiment de Caçadors de Muntanya Arapiles 62 amb una guarnició que interferí negativament en una situació setge i control constant en la vida dels ciutadans de la Seu d'Urgell. El 1993 les instal·lacions militars van municipalitzades a l'Ajuntament la Seu d'Urgell.